# Energizer
Energizer Holdings, Inc. (NYSE: ENR), es una empresa de San Luis, Misuri (Estados Unidos). Es fabricante de baterías y linternas bajo
las marcas Energizer, Ray-O-Vac, Varta y Eveready, y anteriormente era propietaria de varios negocios de cuidado personal, hasta que separó ese sector comercial en una nueva compañía llamada Edgewell Personal Care en 2015. Su mayor competidor es Duracell. Sus productos están disponibles en casi todo el mundo con  diferentes tipos de baterías. Su principal subsidiaria es Eveready Battery Company.

## Historia

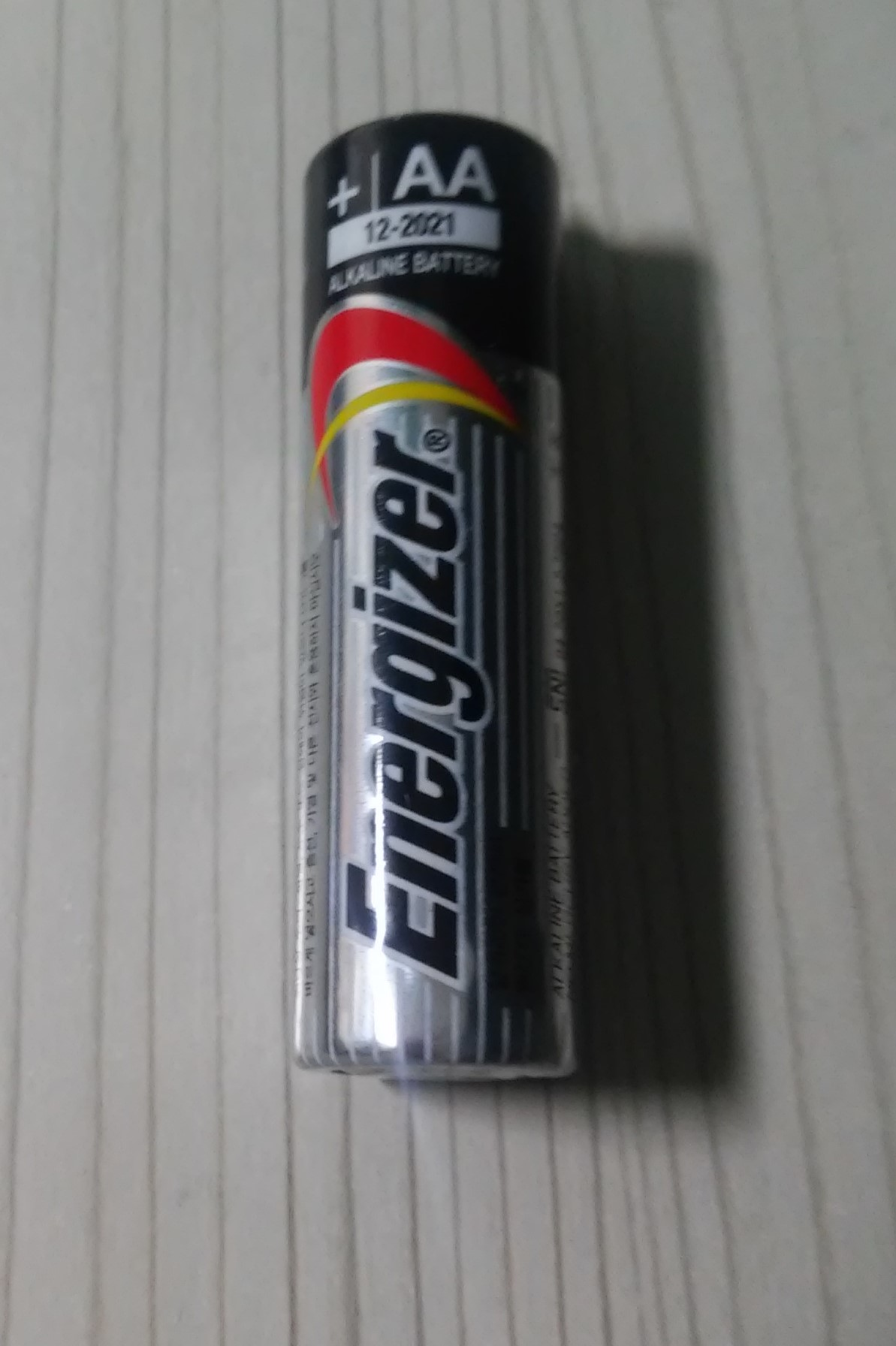
Las baterías Energizer (Pila AA)

El 10 de enero de 1899, American Electrical Novelty and Manufacturing Company obtiene la U.S. Patente n.º 617,592 (presentada 12 de marzo de 1898) por David Misell, un inventor.  Este "aparato eléctrico", diseñado por Misell fue alimentado por "D" pilas previstas de adelante a atrás en un tubo de papel con una bombilla de luz y un reflector de cobre  en el final.  Misell, el inventor de la mano tubular celebró "dispositivo eléctrico" (también conocido como linterna eléctrica), le asigna su invención respecto a la novedad Eléctrica de América y Compañía Manufacturera de propiedad de Conrad Hubert.